# Городище (Свердловский район)
Городище — деревня в Свердловском районе Орловской области России. Входит в состав Богодуховского сельского поселения.

## География
Деревня расположена на берегу реки Неручь.
Уличная сеть представлена четырьмя объектами: Комсомольская улица, Луговая улица, Калининская улица и Первомайская улица. 
Географическое положение: в 17 километрах от районного центра — посёлка городского типа Змиёвка, в 43 километрах от областного центра — города Орла и в 341 километре от столицы — Москвы.

## Население
| 2002 | 2010 |
| ---- | ---- |
| 233  | ↘184 |